# Vojko Arko
Voj(e?)slav (Vojko) Arko, slovenski pisatelj in planinec iz Argentine, * 19. avgust 1920, Ribnica, † 9. marec 2000, Bariloče, Argentina.
Arko je leta 1944 v Ljubljani končal študij prava in 1947 v Padovi doktoriral iz političnih ved. Leta 1948 se je preselil v Buenos Aires in nato v Bariloče kjer je od leta 1962 do 1985 opravljal poklic trgovca.
Arko je bil med ustanovnimi člani Slovenskega planinskega društva Bariloche (SPDB), pobudnik gradnje planinskih koč in poti in eden najvidnejših andistov med Slovenci v Argentini. Udeležil se je več odprav v argentinske Ande. Od leta 1969 se eden od vrhov ob izviru reke Turbio po njem imenuje Cerro Arko. Od leta 2001 pa se po njem imenuje bivak na Capilli.
Pisal je članke, poročila in črtice o življenju v Bariločah. Bil je glavni sodelavec revije Gore, glasila SPDB in soavtor dveh knjig (Dhaulagiri, soavtor Dinko Bertoncelj). Objavil je štiri samostojne knjige in se uvrstil v antologijske zbirke: Pod južnim križem (Antologija emigrantske proze 1945 -1991, 1992) in Ob srebrni reki (Kratka proza argentinskih Slovencev, 1993).